# Zinnwaldita

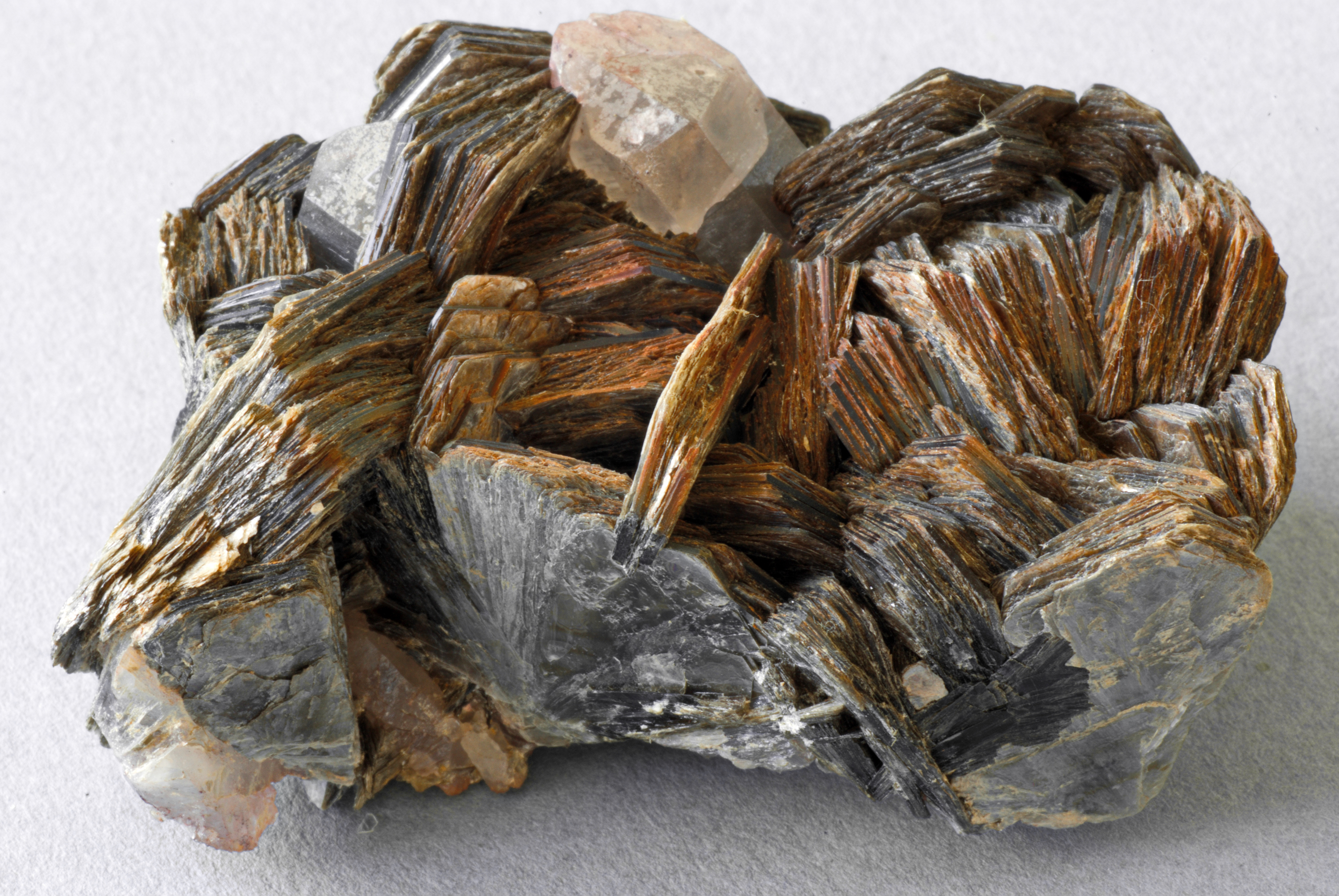

Zinnwaldita é um mineral do grupo dos silicatos, sub filossilicatos e dentro deles pertence aos micas litíferas. É uma mica rara com lítio mais escura que a moscovite, mas mais clara do que biotite.
Descrito por Wilhelm Karl Ritter von Haidinger em 1845, recebe o nome da localidade tipo nos montes Metalíferos Erzgebirge Zinnwald, uma cidade que por sua vez tinha recebido o nome de suas jazidas minerais de zinco, na região de fronteira entre a Alemanha e a República Checa.
A zinnwaldita é de difícil distinção de outras micas, pelo menos por métodos comuns, sendo a chave para sua identificação o entorno com minerais associados encontrados.
A zinnwaldita é uma mica com alto teor de lítio e ferro, apresentando também traços de rubídio e césio, sendo encontrada principalmente em pegmatitos graníticos. É analisada como uma possível fonte de lítio para usos industriais e energéticos.
Para esfoliar, as folhas são flexíveis e elásticos, de modo que a dobra tende a recuperar a sua forma original.

## Ambiente de formação
É um mineral de formação neumatolítica que aparece em rochas pegmatitas hidro termais do granito, no mesmo ambiente que pode ser formado cassiterita e topázio.
Minerais mais tipicamente associados a este mineral quartzo, apatita, feldspato e outros minérios metálicos.

## Localização, extração e uso
Existem importantes depósitos em Cornualha (Inglaterra), Saxônia (Alemanha) e Califórnia. Em Espanha encontram-se na Galiza, Província de Samora e Salamanca.
Este mineral é explorado em minas para a produção industrial de lítio. Os belos exemplares também são muito procurados por colecionadores, devido à sua escassez e raridade.